# اودسا یانگ
اودسا یانگ (به انگلیسی: Odessa Young) (زادهٔ ۱۱ ژانویه ۱۹۹۸) بازیگر استرالیایی است. او برای بازی در فیلم‌های سینمایی در جستجوی گریس و دختر شناخته شده‌است.

وی توانست برای بازی در فیلم دختر جایزه اکتا را به عنوان بهترین بازیگر نقش اصلی زن به دست آورد. یانگ در سریال استند (The Stand) در نقش فرنی (Frannie) بازی کرده؛ و برای بازی در فیلم شرلی (Shirley) نیز انتخاب شد.

## زندگی‌نامه
اودسا یانگ در سال ۱۹۹۸ در شهر سیدنی استرالیا متولد شد. مادرش نویسنده و پدرش موسیقی‌دان است. او در دبیرستان هنرهای نمایشی که در سیدنی برگزار می‌شد شرکت کرد و در تئاترهایی که آنجا برگزار شده بودند نیز بازی کرد. یانگ در ۱۸ سالگی به لس آنجلس نقل مکان کرد و دو سال بعد به ویلیامزبرگ، بروکلین شهر نیویورک رفت و در آنجا اقامت گزید.

## فیلم‌شناسی

### سینمایی
- گل سرخ بازیز
- خون اسلحه می‌کشد
- دختر
- در جستجوی گریس
- احساس وارونه
- زندگی بالا
- ویرجینیای شیرین
- ملت ترور
- یک میلیون قطعه کوچک
- استاد
- سلست
- غول
- شرلی
- مادر یکشنبه
- دختر
- نفرین‌شدگان

### تلویزیون
- عنوان
- مکان من
- مشاغل مشکل
- مودی‌ها
- سرزمین عجایب
- غرفه

## افتخارات
| سال  | جشنواره                      | دسته‌بندی                        | فیلم       | نتیجه | منبع  |
| ---- | ---------------------------- | ------------------------------- | ---------- | ----- | ----- |
| ۲۰۱۶ | جایزه اکتا                   | بهترین بازیگر نقش اصلی زن       | دختر       | برنده | [ ۷ ] |
| ۲۰۱۷ | آکادمی بین‌المللی تلویزیون وب | بهترین بازیگر نقش اول زن - درام | زندگی بالا | برنده | [ ۸ ] |
| ۲۰۱۸ | جشنواره سری وب ونکوور        | بهترین بازیگر نقش اول زن        | زندگی بالا | برنده | [ ۹ ] |